# Ciprian Danșa
Ciprian Laurențiu Danșa (n. 16 decembrie 1976 la Oradea, județul Bihor, România) este un arbitru român de fotbal. A debutat în Divizia A la data de 14 aprilie 2006, când a condus la centru un meci dintre Poli Timișoara și Jiul Petroșani.
A arbitrat doar opt partide în Liga Întâi, în doi ani și jumătate, fiind retrogradat definitiv din Lotul A după greșeli grave de arbitraj la meciul dintre Dinamo București și Gloria Bistrița, disputat la 25 octombrie 2009.